# Самый дорогой товар
«Самый дорогой товар» (фр. La Plus Précieuse des Marchandises), с подзаголовком «Сказка» (фр. Un conte), — художественное произведение французского писателя Жан-Клода Грюмбера, опубликованное в январе 2019 года издательством «Сёй» и рассказывающее о случае во время Холокоста, когда еврейский ребёнок, выброшенный из поезда, направляющегося в концлагерь, был подобран и спасён женщиной, живущей в лесу.
Книга была переведена на ряд языков: так, в 2020 году вышел английский и русский перевод. Также книга была адаптирована для театра, а в 2024 году по ней был снят полнометражный анимационный фильм (в российском прокате «Самый ценный груз»).

## Сюжет
Действие происходит на оккупированной территории во время Второй мировой войны (конкретное место не называется). В лесу живёт бездетная пара, бедный дровосек и его жена (их имена не названы). Дровосек занят на общественных работах по рубке деревьев, а его жена собирает хворост в зимнем лесу. Когда оккупанты строят через лес железную дорогу и по ней начинает ходить поезд, жена дровосека всё время старается оказаться рядом во время движения поезда, считая его чем-то волшебным. На её вопрос о том, что перевозит поезд, дровосек отвечает «ценные товары», что ещё больше разжигает интерес женщины.
Именно на этом поезде в феврале 1943 года оказывается еврейская семья с младенцами-близнецами. Несколько месяцев они прожили в концлагере Дранси, а теперь их перевозят неизвестно куда. У жены кончилось молоко, и отец семейства не представляет, как сохранить жизнь обоим детям. В порыве отчаяния он заворачивает одного из близнецов в расшитый молитвенный платок и выбрасывает в окно. Это видит жена дровосека, которая забирает «ценный товар» себе, считая его даром богов. Она приносит ребёнка домой и пытается кормить его. Придя домой, дровосек приходит в ужас, поскольку их обоих могут арестовать за укрывательство ребёнка, принадлежащего «бессердечному» еврейскому народу. Однако жена дровосека полна решимости оставить ценный дар у себя. Ребёнок оказывается девочкой. Что же касается евреев, которых перевозил поезд, то по прибытии в концлагерь на территории Польши только десятая их часть осталась в живых: и мать девочки, и её брат-близнец погибли. Отец же выжил, по-прежнему работая в концлагере парикмахером.
Поняв, что девочка умрёт без молока, жена дровосека, превозмогая страх, обращается к мужчине-отшельнику, живущем в самой чаще леса, поскольку у него есть коза. Тот соглашается давать ей каждое утро немного молока в обмен на вязанку дров. Однажды, когда дровосек хотел было ударить не дающую ему спать девочку, его жена приложила его руку к груди девочки, чтобы он ощутил, как бьётся её сердце. Дровосек начинает относиться к девочке с такой же любовью, как и его жена. Проходит время, девочка начинает ходить и называть дровосека и его жену «папа» и «мама». Однако как-то раз в конце весны приятель дровосека случайно встречает женщину с ребёнком в лесу, и на вопрос, откуда у неё ребёнок, жена дровосека отвечает, что он её. На следующее утро полицаи требуют выдать им девочку, но дровосек ценой своей жизни останавливает их, чтобы дать жене с ребёнком убежать. Они находят приют у отшельника с козой, который живёт в чаще леса.
Проходит время. Поезда, везущие новые жертвы, перестают ходить. В концлагере отец девочки окончательно впадает в отчание и всё больше жалеет о том, что бросил своего ребёнка в снег, а не оставил его погибать вместе с остальными членами семьи. Он ожидает смерти, но внезапно приходит избавление: концлагерь освобождают советские войска. В нём вновь просыпается надежда, что его дочь могла остаться в живых. Тем временем в лесу советские солдаты убивают отшельника в с ружьём. Забрав девочку и козу, жена дровосека уходит из леса и останавливается в одной из деревень, где продаёт козий сыр. Отец девочки направляется на поиски места, где когда-то он выбросил ребёнка из поезда. Он долго блуждает по лесам и деревням, где все отмечают окончание войны, и вдруг видит козьи сыры, которые он давно мечтал попробовать. Он узнаёт то, на чём они разложены, — тот самый расшитый платок, в который он когда-то завернул свою дочь. Рядом с женщиной, которая продаёт сыры, он видит девочку и понимает, что это и есть его выжившая дочь. Понимая, что она счастлива с новой матерью и что сам он ничего не может ей дать, он навсегда уходит. Девочка же остаётся жить в той же стране и со временем становится юной пионеркой.
В приложении сообщается, что дед и отец автора также были увезены на поездах из лагеря Дранси и погибли. Описываемая им история основана на архивных материалах, собранных Мемориалом депортированных евреев Франции.

## Отзывы
Изложение построено на чередовании более длинных глав, написанных в стиле сказочного повествования и посвящённых бедной жене дровосека, и более коротких, в которых речь идёт о еврейской семьи, почти полностью уничтоженной в концлагере, за исключением чудом выжившего отца.
В отзыве Kirkus Reviews указывается, что действие происходит «в лесах Польши», а женщина, подобравшая ребёнка, — это полька (в самом тексте книги на это нет прямого указания).
Обозреватель Le Monde отмечает, что задачей книги является продление в памяти людей того, что случилось, пусть даже и в форме сказки — жанра, который приспособлен для передачи из поколения в поколение на протяжении веков. Книгу можно назвать «неправдоподобной истории о выживании во время Холокоста, которая полностью осознаёт своё неправдоподобие» (an unlikely tale of survival during the Holocaust that is entirely aware of its unlikeliness). В эпилоге автор напрямую затрагивает проблему соотношения мифа и правды, отрицая, что в действительности имело место что-либо из описанного, — за исключением той любви к детям, своим и чужим, которая позволяет жизни продолжаться. В результате автор находит уникальный способ говорить о Холокосте, что позволяет назвать книгу успешной, поскольку в наши дни создать оригинальное художественное произведение на эту тему крайне трудно.